# Phlegopsis nigromaculata
El hormiguero maculado (Phlegopsis nigromaculata), también denominado hormiguero caripelado (en Colombia), hormiguero de manchas negras, carirrosa negripunteada (en Ecuador) u ojo-pelado moteado de negro (en Perú),  es una especie de ave paseriforme de la familia Thamnophilidae perteneciente al género Phlegopsis. Es nativo de la cuenca del Amazonas en América del Sur.

## Distribución y hábitat
Se distribuye desde el centro sur de Colombia, noreste de Ecuador y este de Perú, hacia el este hasta el este de la Amazonia brasileña, y hacia el sur hasta el noreste de Bolivia y centro sur de la Amazonia brasileña.
Esta especie es considerada bastante común en su hábitat natural: el sotobosque de selvas húmedas amazónicas; hacia el oeste principalmente en bosques de várzea y selvas estacionalmente inundables y hacia el este también en selvas de terra firme, por debajo de los 600 m de altitud.

## Descripción
Mide de 17 a 18,5 cm de longitud y pesa 43 g. Presenta una amplia área ocular de piel desnuda roja brillante; la cabeza, el cuello y las partes inferiores son negros, con los flancos y el crisum de color marrón; las partes superiores tienen fondo marrón oliváceo con manchas grandes en forma de gota cuyo centro es negro y cuyos bordes anchos son de color ante.

## Alimentación
Se alimenta principalmente de insectos. Casi siempre está siguiendo a las hormigas guerreras para atrapar las presas que huyen de ellas.

## Sistemática

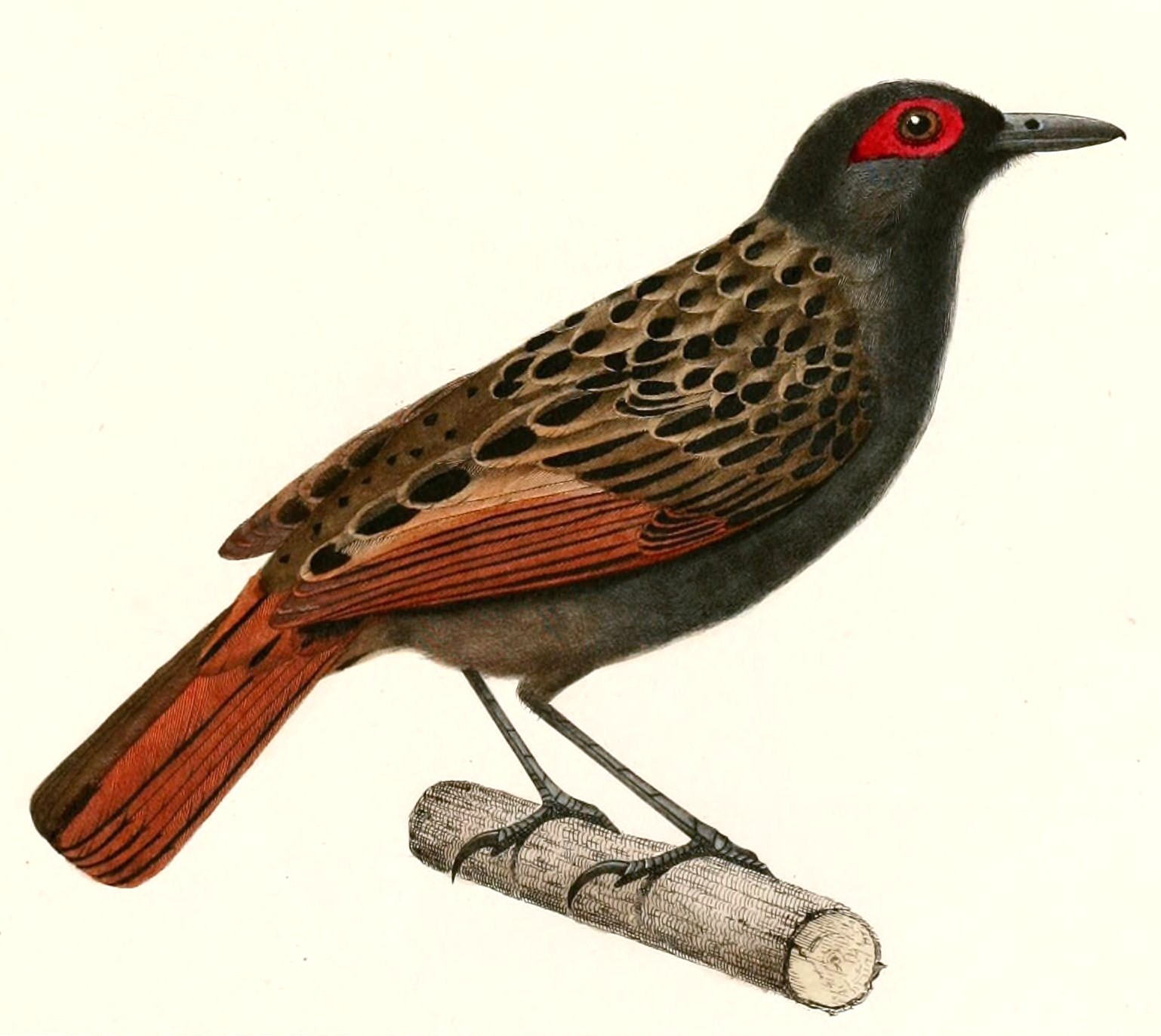
Myiothera nigromaculata, ilustración en d'Orbigny Voyage dans l'Amérique Méridionale, 1847.

### Descripción original
La especie P. nigromaculata fue descrita por primera vez por los naturalistas franceses Alcide d'Orbigny y Frédéric de Lafresnaye en 1837 bajo el nombre científico Myothera nigro-maculata; la localidad tipo es: «llanos de Guarayos, Santa Cruz, Bolivia».

### Etimología
El nombre genérico femenino «Phlegopsis» se compone de las palabras del griego «φλοξ phlox, φλογος phlogos» que significa ‘llama’, y «οψις opsis» que significa ‘rostro’, ‘cara’; y el nombre de la especie «nigromaculata», se compone de las palabras del latín «niger» que significa ‘negro’  y «maculatus» que significa ‘manchado’.

### Taxonomía
Ocasionalmente intergrada con Phlegopsis erythroptera; la forma descrita como Phlegopsis barringeri Meyer de Schauensee, 1951 (el hormiguero de Argus) se ha demostrado ser un híbrido entre ambas. Las poblaciones sureñas (Rondônia y Mato Grosso al sur hasta el noreste de Bolivia) se incluyen tentativamente en bowmani, pero pueden representar una subespecie no descrita; son necesarios más estudios.

### Subespecies
Según las clasificaciones del Congreso Ornitológico Internacional (IOC) y Clements Checklist/eBird, se reconocen cuatro subespecies, con su correspondiente distribución geográfica:
- Phlegopsis nigromaculata nigromaculata (d’Orbigny & Lafresnaye, 1837) – centro sur de Colombia (Meta hacia el sur a lo largo de la base de los Andes hasta Putumayo y extremo sur de Amazonas), noreste de Ecuador (al norte del río Napo), este de Perú (excepto el oeste de Loreto), suroeste de la Amazonia brasileña (al este hasta el río Madeira) y noreste de Bolivia (Pando, La Paz, Beni, Cochabamba, oeste de Santa Cruz).
- Phlegopsis nigromaculata bowmani Ridgway, 1888 – centro sur de la Amazonia brasileña (del río Madeira hacia el este hasta el Xingu, sur de Rondônia y oeste y norte de Mato Grosso) al noreste de Bolivia (norte de Santa Cruz).
- Phlegopsis nigromaculata confinis J.T. Zimmer, 1932 – río Xingu al este hasta los ríos Tocantins y Araguaia.
- Phlegopsis nigromaculata paraensis Hellmayr, 1904 – este de Brasil (sur de Amapá, oeste de la isla de Marajó, y, al sur del río Amazonas, hacia el este desde el Tocantins hasta el oeste de Maranhão).